# Nikolaus Neodomus
Nikolaus Neodomus (auch: Neuhaus, Neodemus,  Nehusen, Nehewser; * 1535 in Erfurt; † 28. August 1578 in Königsberg) war ein deutscher Mathematiker.

## Leben
Neodomus begann 1551 unter dem Rektorat von Wolfgang Westermann ein Studium an der Universität Erfurt. Bereits in seiner Jugend hatte er verschiedene Kalender angefertigt und ein Interesse für die mathematischen Wissenschaften entwickelt. Ab 1553 nahm Valentin Engelhardt (1516–1568?) als Professor der Mathematik an der Erfurter Hochschule einen nachhaltigen Einfluss auf seine Studien. Diese setzte er ab dem 24. September 1554 an der Universität Wittenberg fort, wo zu jener Zeit Sebastian Theodoricus die Professur der niederen Mathematik innehatte und Caspar Peucer als Professor der höheren Mathematik unterrichtete.
Zurückgekehrt nach Erfurt, erwarb er 1556 den akademischen Grad eines Magisters. 1560 wurde er als Professor der Mathematik an die Universität Königsberg berufen. Diese Professur übernahm er am 17. Juni 1561. In seiner Königsberger Zeit schrieb er eine Disputation de ecclipsibus. Neodemus brachte 1577 mit dem Werk Procnosticon Auff das Jar M.D.LXXVII. eine weitere Schrift heraus, worin er sich über die Tabulis Prutenicis Reinholdi und die newen Tabulis Astronomicis auff die lehr des weitberümbten Herrn Nicolaus Copernici gegründet äußerte. Er gab Kalender heraus und erarbeitete eine mathematische Theorie der Schiffssteuerung. Den geplanten Traktat de cometa anno 1577 viso konnte er nicht mehr veröffentlichen, da er zuvor an Wassersucht verstarb.
Neodomus hatte sich auch an den organisatorischen Aufgaben der Königsberger Hochschule beteiligt und war in den Sommersemestern 1573 sowie 1577 Rektor der Alma Mater.

## Schriften (Auswahl)
Neben der Mathematik war Neodomus auch als Komponist tätig. Er widmete Herzog Albrecht seine fünfstimmige Psalmkomposition Ne projicias me in tempore senectutis meae.
- Prognosticon Oder Practica Auff Das M. D. LXV. Jar. Darinnen ordentlich die Witterung des gantzen Jars gehandelt wird, sampt vermeltung anderer zufell, die sich nach der Himlischen Cörper wirckung, vnd nach dem zustande, vnd verenderung des Gewitters, in gegenwertigem Jar, zugetragen vnd begeben söllen. Wittemberg 1565, urn:nbn:de:bsz:14-db-id4848944477.
- Kalender und Prognosticon für 1564. (kpbc.umk.pl).